# Matrimoni e altre follie
Matrimoni e altre follie è una serie televisiva italiana, trasmessa dal 1º giugno al 31 luglio 2016 su Canale 5. Ambientata a Roma, in cui al centro delle vicende c'è il personaggio di Luisella e Ivan. La regia è affidata a Laura Muscardin.
La sigla iniziale è L'amore verrà di Nina Zilli.
È liberamente ispirato a La que se avicina, format di Mediaset Espana.

## Trama
Luisella, architetto e collega del suo primo marito Riccardo, va a vivere da Ivan, il suo nuovo compagno, con le tre figlie; Letizia, detta "Tizia", nata dal matrimonio con il primo marito Riccardo,  Livia e Luna, nate dal secondo matrimonio con Orazio. La località è "Parco Paradiso", dove si susseguiranno mille peripezie insieme tra i coinquilini;  Federico e Alice, una coppia, non sposata contraria al matrimonio, con un figlio, Emanuele detto Lele; Rocco Rispoli, una star del web e del programma televisivo "Un amore di cuoco": bellissimo e sexy, che fa perdere la testa a tutte le donne;  Dado, fratello di Rocco, che è il suo opposto. Lavora come agente immobiliare e ha fatto dei grandi affari "sfruttando" il fascino del fratello, che si è trasferito solo per lui a Parco Paradiso; Giusy, che vive con il suo fidanzato. Sogna il matrimonio in abito bianco, ma una volta presentatasi dal suo fidanzato con l'intenzione di sposarsi lui scappa. Dopo aver passato giorni tristi e malinconici a causa della sua delusione d'amore, Giusy incontra fatalmente Luciano, che andrà a vivere con lei perché alla ricerca di una casa in affitto. Giusy si innamorerà di Luciano, ma, successivamente, verrà a conoscenza, dallo stesso, che è omosessuale. Nonostante ciò i due stringeranno una forte amicizia durante la serie. Qui risiedono anche Andrea e Cinzia, sposati da molti anni e con un figlio, Nicolò.

## Episodi
| Stagione       | Episodi | Prima TV |
| -------------- | ------- | -------- |
| Prima stagione | 24      | 2016     |

## Personaggi
- Ivan Poletto, interpretato da Massimo Ghini.
È il futuro marito di Luisella, proprietario di un centro sportivo.
- Luisella Rossini, interpretata da Nancy Brilli.
È la ex moglie di Riccardo De Vincentis e di Orazio Ponti ed è la futura moglie di Ivan Poletto, ha tre figlie: Letizia, Livia e Luna. È un architetto, professione che svolge con l'ex marito Riccardo.
- Letizia "Tizia" De Vincentis, interpretata da Mihaela Irina Dorlan.
È la figlia maggiore di Luisella e Riccardo. È contraria al trasferimento a Parco Paradiso. Ben presto si innamora di Tony, allievo di Ivan. Successivamente avviene un flirt tra lei e Nicolò, figlio dei vicini Guerra, che le impartisce ripetizioni di matematica.
- Livia Ponti, interpretata da Andrealuna Posocco.
Seconda figlia di Luisella e primogenita di Orazio, viziata e capricciosa, degna figlia di suo padre.
- Luna Ponti, interpretata da Sofia Ferrajuolo.
Terza figlia di Luisella e seconda di Orazio, è la più piccola, ma molto spesso si dimostra più matura delle sorelle maggiori.
- Giusy Ballarin, interpretata da Chiara Francini.
È la ex fidanzata di Maurizio, successivamente diventa la coinquilina di Luciano, fa l'astronoma al planetario.
- Luciano Moretti, interpretato da Simone Montedoro.
È il coinquilino gay di Giusy, è il direttore del centro commerciale vicino a Parco Paradiso.
- Cinzia Comolli, interpretata da Debora Villa.
È la moglie di Andrea Guerra, la madre di Niccolò Guerra. Donna pignola e super organizzata, lavora come insegnante.
- Andrea Guerra, interpretato da Simone Colombari.
È il marito di Cinzia, lavora all'agenzia delle entrate ed è l'amministratore del condominio di Parco Paradiso.
- Alice Necchio, interpretata da Marianna Di Martino.
È la fidanzata di Federico, mamma di Emanuele, bambino di un anno. Attualmente non lavora per occuparsi del piccolo Lele, ma è un'estetista.
- Federico Federici, interpretato da Josafat Vagni.
È il fidanzato di Alice, papà di Emanuele. Lavora come geometra.
- Rocco Borgia in arte Rispoli, interpretato da Giulio Berruti.
È uno chef molto attivo sul web, partecipa al programma "Un amore di cuoco". È il fratello di Dado.
- Tony, interpretato da Cristiano Caccamo.
È un allievo di Ivan, che lavora al centro sportivo. Ha un passato difficile che cerca di superare. Prova qualcosa per Letizia, che tradirà con la sua migliore amica.
- Riccardo De Vincentis, interpretato da Massimo Ciavarro.
È il primo ex marito di Luisella, padre di Letizia. Lavora ancora con la ex moglie come architetto.
- Orazio Ponti, interpretato da Michele La Ginestra.
È il secondo ex marito di Luisella, padre di Livia e Luna. È un avvocato affermato.
- Corrado "Dado" Borgia, interpretato da Giovanni Esposito.
È l'agente immobiliare di Parco Paradiso, fratello di Rocco, grazie al quale ha venduto la maggior parte degli appartamenti. Non è particolarmente capace nel suo lavoro.
- Ingegner Colombo, interpretato da Natale Stefani.